# Рибљи цар (митологија)
Рибља цар, сјабија или рибљи пастир у појединим областима Србије су народни називи за митолошко биће за које се веровало да је по својим особинама и функцијама у потпуности идентично са рибљом царицом. За рибљег цара се сматрало  да влада осталим рибама и уопште воденим светом.

## Вода и бића из воде
Вода је један од четири основна природна елемента – уз земљу, ватру и ваздух, и битан предуслов  опстанка живог света на планети Земљи. По народним веровањима – вода је „један од првих елемената универзума; извор живота и ослонац на коме се држи земља; средство за „магично очишћење“, али је, на другој страни, „водени простор (...) осмишљен као граница између земаљског и загробног света, као место на коме привремено обитавају душе мртвих (...) и средина у којој бораве нечисте силе...“ али и многа митолошка бића попут рибљеге цара и рибље царице.
Суочени са воденим пространством као загонетком и страхом од подводних бића неки древни људи, који су били упућени на ћуди реке, створили необичне фигуре риболиког облика — митолошка бића међу којима је у Србији настало и мит о рибљом цару.
У словенским народним веровањима, гледано уопштено, за воду су везане четири групе митолошких бића: 
- зооморфни становници вода (водени бик, коњ, ован),
- прождрљива чудовишта (хала, аждаја, ламја),
- човеколики водени духови (водењак, водени човек, водени бог, водени цар и царица)
- бића која бораве око вода (вила, русалка, богинка, караконџуле, разне приказе).

## Етнолошка разматрања
У Тимочкој Крајини и у југоисточној Србији за рибљег цара се веровало да је то риба које краси посебна боја, или неки знак на телу (обично крст), са натприродним својствима. Због ових особина за рибљег цара настало је опште распрострањено веровање...
...да онај ко би их уловио бива проклет, подложан свакојаким несрећама и изненадној смрти, па је сходно томе њихов лов био табуисан.
 Ова веровања распрострањена су и у Лесковачкој Морави и дуж ђердапске деонице Дунава, о којима су забележена казивања...
...како се одређеним конкретним особама догодило да су настрадали огрешивши се о ову забрану.

У околини Ђердапа забележено је веровање да рибљи цар одређује судбину рибама, односно...
...када је којој риби суђено да буде уловљена, као и да свака појединачна врста рибе има свог старешину, који се брине о својој врсти и са којим рибе те врсте зимују на истом месту.
 У горњем току Велике Мораве, између Сталаћа и Ћуприје, забележена су веровања о рибљем сајбији, који би звизнуо или свирнуо и тако упозоравао рибе на опасност; које су се на овај знак разбежале.
У поједиим речним долинама Србије рибљи цар се поистовећивао са водењак у складу са функцијама које су приписиване обојици — да количина улова рибе зависи од њих. На то указују открића етнолога да су, у Банату, рибљег цара називали водац.

У словенском народу уврежило се веровање о повезаности између водењака и рибљег цара...
...пошто је идеја о водењаку као господару риба забележена и код Руса, у Тамбовској губернији. У Нижегорадској губернији је забележено веровање да на дну реке Суре живи цар кечига, који се ноћу, када је месечина јака, брчка у близини обале поред своје жене, русалке, а русалке се сматрају женама и поданицама водењака. О древности везе између рибљег света и водењака такође сведочи детаљ из српске бајке Усуд, где се помиње река која би да сазна зашто у њој „нема рода“, тј. живота, а Усуд јој поручује да је тако зато што никада није удавила ниједног човека. Из овога следи да је постојање риба и, уопште, живог света у води у директној зависности од људске жртве, тј. од првог утопњеника, од кога настаје водењак.